# АФД Тракия
Армейско физкултурно дружество „Тракия“ е мултидисциплинарно спортно дружество в Пловдив.
Създадено е на 25 юли 1967 г. след обединение на клубовете „Ботев“, „Спартак“ и ССК „Академик“. Целта е била да се формира хомогенно градско сдружение, развиващо всички олимпийски спортове. През 1972 година преминава под патронажа на Министерството на отбраната.

## Известни спортисти
- Николай Бухалов, кану
- Ваня Гешева, каяк
- Стоянка Груйчева, академично гребане
- Стоян Делчев, спортна гимнастика
- Гинка Загорчева, лека атлетика
- Йордан Йовчев, спортна гимнастика
- Сийка Келбечева, академично гребане
- Стефка Костадинова, лека атлетика
- Светлана Лесева, лека атлетика
- Петър Лесов, бокс
- Любомир Любенов, кану
- Мария Петрова, художествена гимнастика
- Георги Славков, футбол
- Атанас Търев, лека атлетика